# Lifetime Real Women
Lifetime Real Women (aussi connu par son abréviation, LRW) est une chaîne de télévision américaine disponible sur le câble et en numérique, détenue par A&E Networks, une coentreprise entre Hearst Corporation et le Disney-ABC Television Group, filiale de la Walt Disney Company. La chaîne est spécialisée dans les films et émissions à destination des femmes avec majoritairement des téléfilms. 

## Historique
La chaîne a été lancée en août 2001 principalement en réponse aux chaînes WEtv d'AMC Networks et Oxygen de NBCUniversal. Elle propose des comédies, des émissions de "faire soi-même", des jeux et des émissions de télé-réalité.
Le 27 août 2009, A&E Networks achète Lifetime Entertainment Services, qui est détenue conjointement par les anciens propriétaires de l'entreprise, la Walt Disney Company, Hearst Corporation et NBCUniversal qui a vendu sa participation aux deux autres entreprises en 2011,.